# Robsonius
Genre
Robsonius est un genre d'oiseaux de la famille des Locustellidae.

## Liste d'espèces
Selon la classification de référence du Congrès ornithologique international (version 5.2, 2015) :
- Robsonius rabori (Rand, 1960) – (?)
- Robsonius thompsoni Hosner et al., 2013 – (?)
- Robsonius sorsogonensis (Rand & Rabor, 1967) – (?)

## Étymologie
Le nom du genre Robsonius lui a été donné en l'honneur de Craig Richard Robson (d) (né en 1959), ornithologue britannique, pour son travail et son expertise dans l'avifaune asiatique.

## Publication originale
- (en) N. J. Collar, « A partial revision of the Asian babblers (Timaliidae) », Forktail, Oriental Bird Club (d), vol. 22,‎ 2006, p. 85-112 (ISSN 0950-1746 et 2634-6990, lire en ligne).